# Flower (canción de Kylie Minogue)
«Flower»—en español: Flor— es una canción de Kylie Minogue de su álbum compilatorio orquestal The Abbey Road Sessions. La canción fue escrita originalmente por  Steve Anderson de Brothers in Rhythm para el décimo álbum de estudio de la cantante, X, pero no se agregó en el corte final. Aun así, la canción fue agregada a la lista de presentación del KylieX2008 tour.
En 2011, la canción fue grabada en los estudios Abbey Road para el álbum compilatorio orquestal: The Abbey Road Sessions. La canción fue publicada como el primer sencillo del álbum el 25 de septiembre de 2012 por Parlophone mientras que la versión "estudio" fue lanzada a la BBC Radio 2 el 24 de septiembre de 2012.
La canción recibió críticas generalmente positivas por parte de los expertos en música, quienes criticaron la emoción del mensaje de la letra y la producción. Un video musical fue filmado para el sencillo y fue publicado tiempo después en el sitio oficial de Minogue.

## Composición
"Flower" fue escrito por Minogue y Steven Anderson de Brothers in Rhythm para su décimo álbum de estudio: X (2007), sin embargo, no se agregó en el corte final. Minogue escribió la canción en 2007, mientras se trataba por cáncer; de ese proceso psicológico nacieron otras canciones suyas como "No More Rain" o "Stars". La misma Minogue describió la canción como "una canción de amor para el niño que quizá tenga o no." 
Musicalmente, "Flower" es una balada pop que va acompañada de instrumentos como violines, pianos, bajos y acústicos de guitarra. The Quietus ha dicho que la canción en una "balada para soñar". Muchos críticos de la música han parecido asimilar la letra con un momento especial que relaciona a Minogue con el sentimiento de querer empezar una familia y ser madre, pues la letra mantiene una estrecha relación con la maternidad.

## Recepción

### Respuesta de la crítica
"Flower" recibió reseñas positivas por parte de los expertos en música. PerezHilton.com la señaló como una "pista bonita". Vibe también lo hizo, comentando que la canción es una "impactante canción de cuna". Sarah Deen de Metro.co.uk fue muy positiva con la canción, diciendo: "La canción (Flower) definitivamente hace caer a Minogue en la categoría de canciones de amor, con su letra conmovedora y su aliento que despide gratitud." Herald Sun llamó a la canción como una "balada romántica". Bradley Stern de Muumuse dijo: "Es sorprendente, y lo he dicho antes, el momento más vulnerable de Kylie en años." Jared de AllureofSound fue muy positivo, calificando la canción con 5 estrellas sobre 5, y dijo "Flower es sin duda uno de los grandes momentos de Kylie. La sorprendente libertad vocal en la canción es perfectamente estrecha con el trabajo de producción. Asombroso."
Sin embargo, Hitfix fue más duro con el sencillo, llamándolo "aburrido". Katie Hasty de Hitfix comparó "Flower" con su canción "Who We Are" y continuó diciendo que "Flower" sólo parece referirse a los tiempos de los 90's. "[...] Parte de mi atracción a su trabajo en Holy Motors es la mezcla de arreglos y que las "niñitas" filtren su voz. Quizá sea una buena canción para su orquestal The Abbey Road Sessions, pero otra vez, previamente, antes que el álbum se estrenará uno puede imaginarse que canciones de este tipo estarán presente en este trabajo ¡Hay que cambiar!"

### Posicionamiento en listas
En el Reino Unido, "Flower" no puedo entras en las listas inglesas, pues la canción podía ser descargada gratuitamente cuando el público pre-ordenaba The Abbey Road Sessions, y los críticos mantienen que es imposible colocar una canción con esa característica en una lista oficial. Sin embargo, cuando The Abbey Roas Sessions fue publicado oficialmente, la canción logró entrar en el número 96 el 4 de noviembre de 2012. La canción, de repente subió al puesto 31 y 37 en el Ultratip Belgium Singles Chart. La canción debutó en el lugar 51 de las listas Irlandesas.

## Video musical
El video oficial estuvo dirigido por la misma Kylie Minogue, quien dijo: "Quiero dirigir este video porque siempre he sabido cómo ilustrar lo que yo misma quiero." El video fue filmado en Cornualles, Inglaterra el 12 de agosto de 2012, y fue grabada a blanco y negro. 
El video nos muestra a Minogue acostada en una silla con unos pocos mantos que la cubren mientras se ve por un espejo, hay escenas de ella caminando por la playa, entre arbustos altos y bosques, nadando en un claro río y tomando flores de un espeso campo de margaritas. Minogue porta un largo vestido durante todo el video musical.
El video fue publicado el 25 de septiembre de 2012 en YouTube como parte del "K25", la celebración como parte de sus 25 años de carrera de la cantante. En tan solo tres días el video obtuvo más de un millón de visitas. DayliMai le dio una reseña positiva a su video comentando que "Kylie Minogue podrá tener 44 años, pero ella se ve tan sensual que puede competir claramente con sus rivales pop más jóvenes." Se notó gran similitud entre el video musical con el de "Where the Wild Roses Grow", también de la misma cantante.